# Dědeček automobil
Dědeček automobil (en txec, avi automòbil) és una pel·lícula de comèdia txecoslovaca del 1957 dirigida per Alfréd Radok, basada en el llibre del mateix nom d'Adolf Branald. La pel·lícula està ambientada en els primers dies de l'automòbil i es basa en els records d'un corredor de cotxes i motos. Narra la història de tres grans curses internacionals a França. Hi participaren entre altres Karel Höger, Otomar Krejča, Raymond Bussières, Luděk Munzar, Radovan Lukavský i Josef Hlinomaz.

## Repartiment

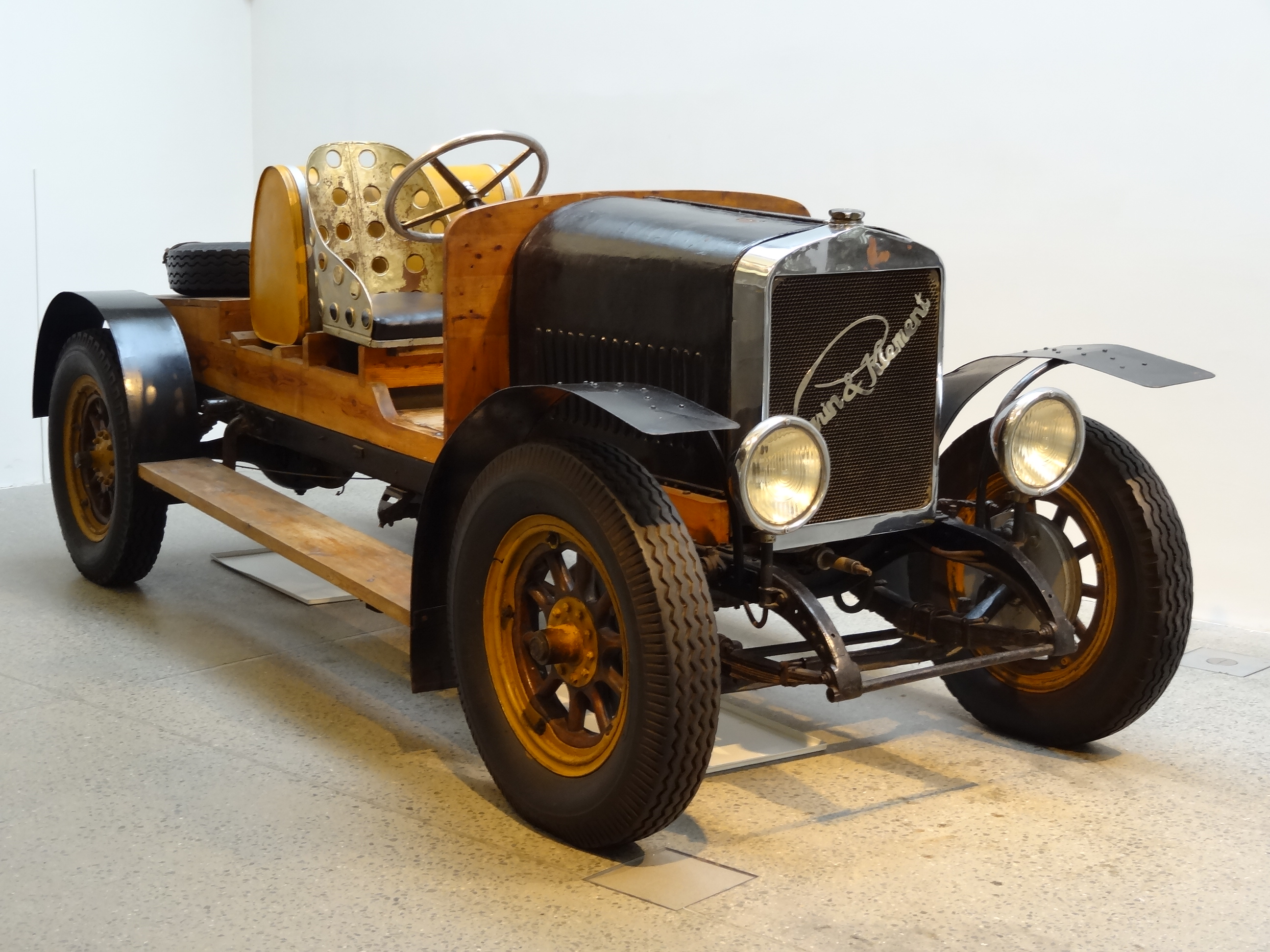
Dědeček automobil, al Museu Škoda

- Raymond Bussières - Marcel Frontenac, mecànic francès
- Ginette Pigeon - Nanette Frontenac
- Ludek Munzar - Frantík Projsa, mecànic
- Radovan Lukavský - Václav Klement, coproprietari de Laurin & Klement
- Jirí Sehnal - Václav Laurin, coproprietari de Laurin & Klement
- Josef Hlinomaz - Alexandr Kolovrat
- Annette Poivre - propietària d'hotel
- Antonín Sura - Václav Vondrich
- Svatopluk Benes - Jean-Pierre Demeestert
- Oldrich Korte - Mackie Duff, mecànic anglès
- Milos Kopecký - Albert de Dion, copropietari de De Dion-Bouton
- Antonín Jedlicka - Georges Bouton, mecànic, coproprietari de De Dion-Bouton
- Josef Cervinka - periodista francès

## Curiositats
La pel·lícula va ser interpretada pel mecànic italià de vehicles Vladimír Menšík. Lumír Holčák, però, no va aparèixer a la pel·lícula. En el repartiment tampoc figura el seu nom. La pregunta és si va actuar a la pel·lícula o si es podria haver limitat a estar un extra.

## Premis
La pel·lícula fou seleccionada al Festival Internacional de Cinema de Sant Sebastià 1957, on va aconseguir la Conquilla de Plata ex aequo amb Ich suche Dich, d'Otto Wilhelm Fischer.